# Thaumatocrinus renovatus
Thaumatocrinus renovatus is een haarster uit de familie Pentametrocrinidae.
De wetenschappelijke naam van de soort werd in 1884 gepubliceerd door Philip Herbert Carpenter.